# Apex (diacritique)
Pour les articles homonymes, voir Apex.
 (août 2016).
Si vous disposez d'ouvrages ou d'articles de référence ou si vous connaissez des sites web de qualité traitant du thème abordé ici, merci de compléter l'article en donnant les références utiles à sa vérifiabilité et en les liant à la section « Notes et références ».

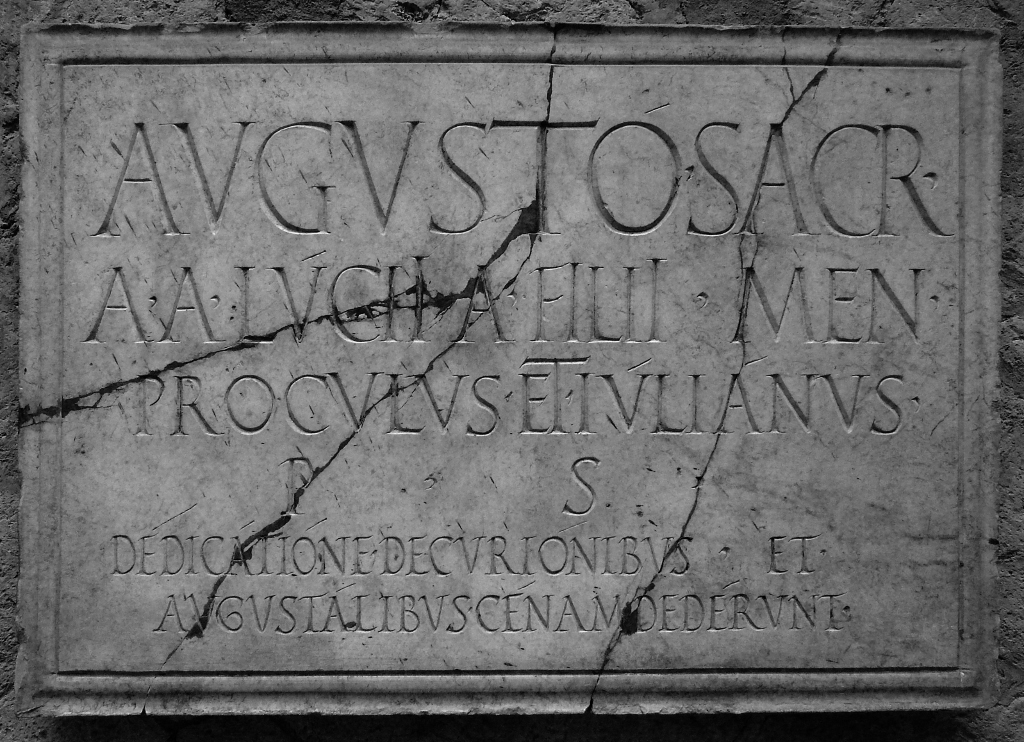
Inscription à Herculanum utilisant les apex :
AVGVSTÓ·SACR·
A·A·LV́CII·A·FILII·MEN·
PROCVLVS·ET·IVLIÁNVS·
P·S·
DÉDICÁTIÓNE·DECVRIÓNIBVS·ET·
AVGVSTÁLIBUS·CÉNAM·DEDÉRVNT.

L’apex (en latin, sommet car il est écrit au-dessus) dans l'ancienne écriture latine est un signe diacritique ressemblant à l'accent aigu français et qui servait à indiquer dans les textes latins les voyelles longues par nature.
Il était d'usage tant dans les inscriptions que dans les textes écrits. Il rendait plus facile la compréhension des textes dans un système d'écriture où, au contraire de l'alphabet notant le grec ancien, il n'y avait pas de lettres spécifiques pour les voyelles longues. L'apex n'était pas utilisé pour le I, qui était plutôt écrit plus long. De nos jours, dans l'écriture du latin, on utilise plutôt le macron, même s'il n'existait pas à l'époque romaine.
Le pluriel d'apex, apices, désigne divers diacritiques écrits au-dessus de la lettre.

## Usage moderne
La langue tchèque utilise actuellement l’apex de la même façon qu'en latin pour indiquer les voyelles longues. Il a, en effet, été introduit dans cette langue par le grand érudit et latiniste Jan Hus. Le slovaque et le hongrois font de même.
Actuellement, dans la plupart des langues, l'accent aigu est utilisé pour indiquer l'accent tonique ou un ton ou encore, comme en français, comme signe diacritique entre une prononciation ouverte ou fermée du e.